# Pete Reed
Pete Reed, född den 27 juli 1981 i Seattle, Washington, är en brittisk roddare.
Han tog OS-guld i fyra utan styrman i samband med de olympiska roddtävlingarna 2012 i London.
Vid de olympiska roddtävlingarna 2016 i Rio de Janeiro tog han guld i åtta med styrman.

## Utmärkelser
- Riddare av Brittiska imperieorden,  2009
- Officer av Brittiska imperieorden,  2017

[Redigera Wikidata]